# Schlacht

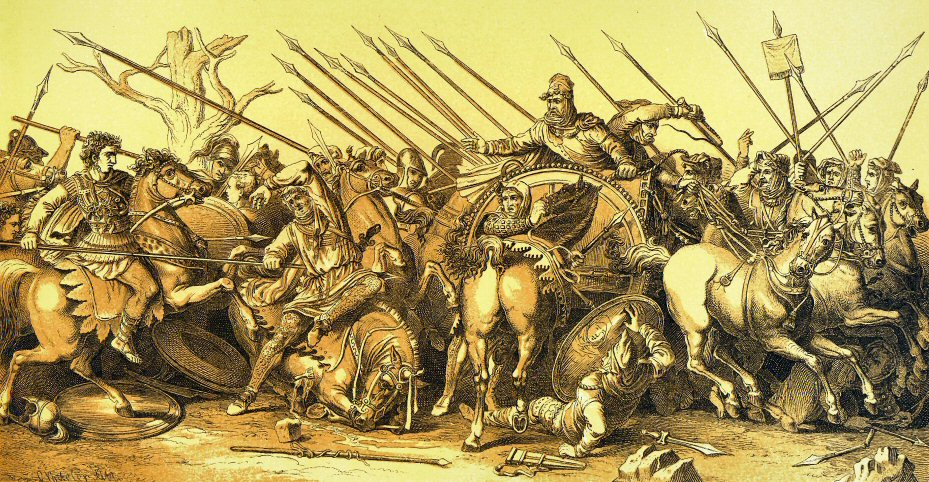
Schlacht bei Issos (333 v. u. Z.) Rekonstruktion (1893) eines Mosaiks
im Haus des Fauns in Pompej

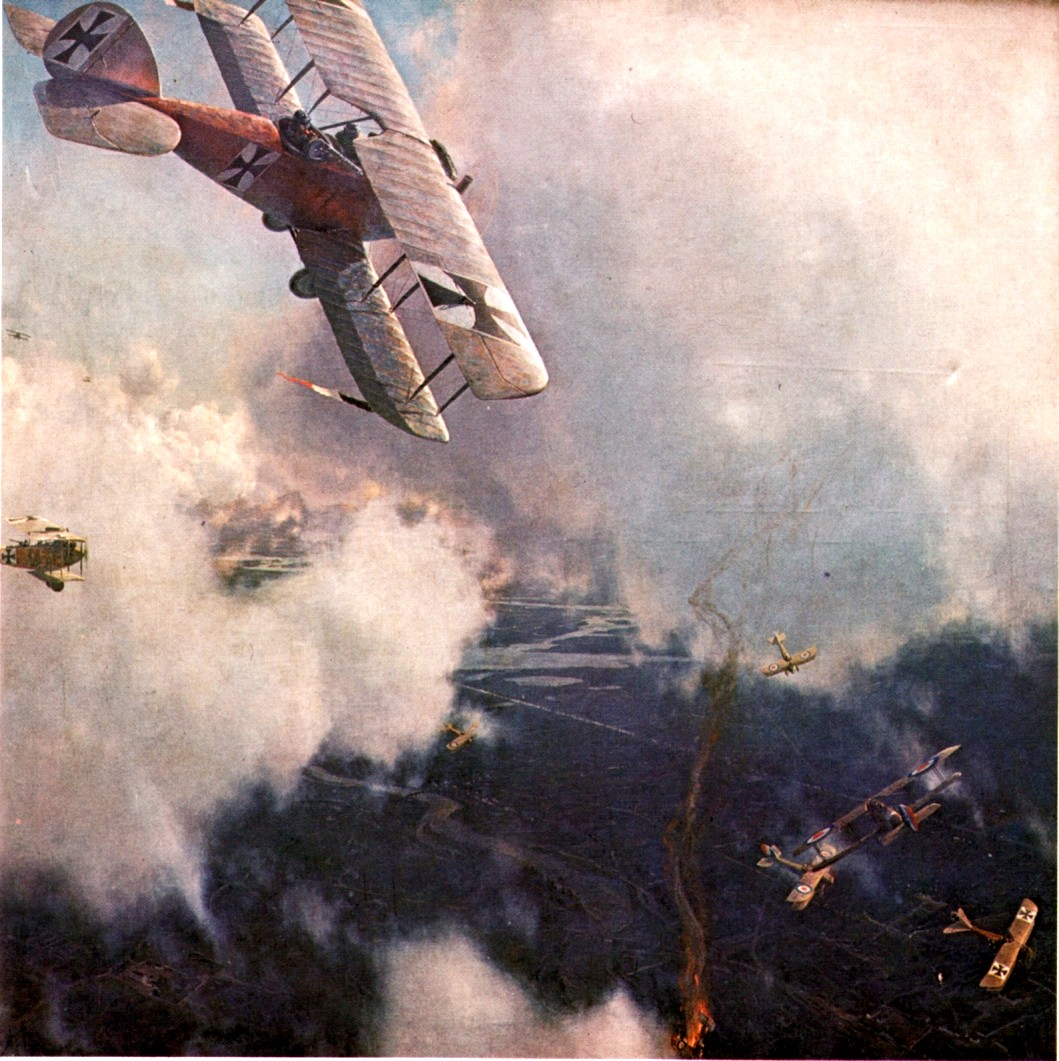
Luftschlacht – M. Diemer 1918 (BA)

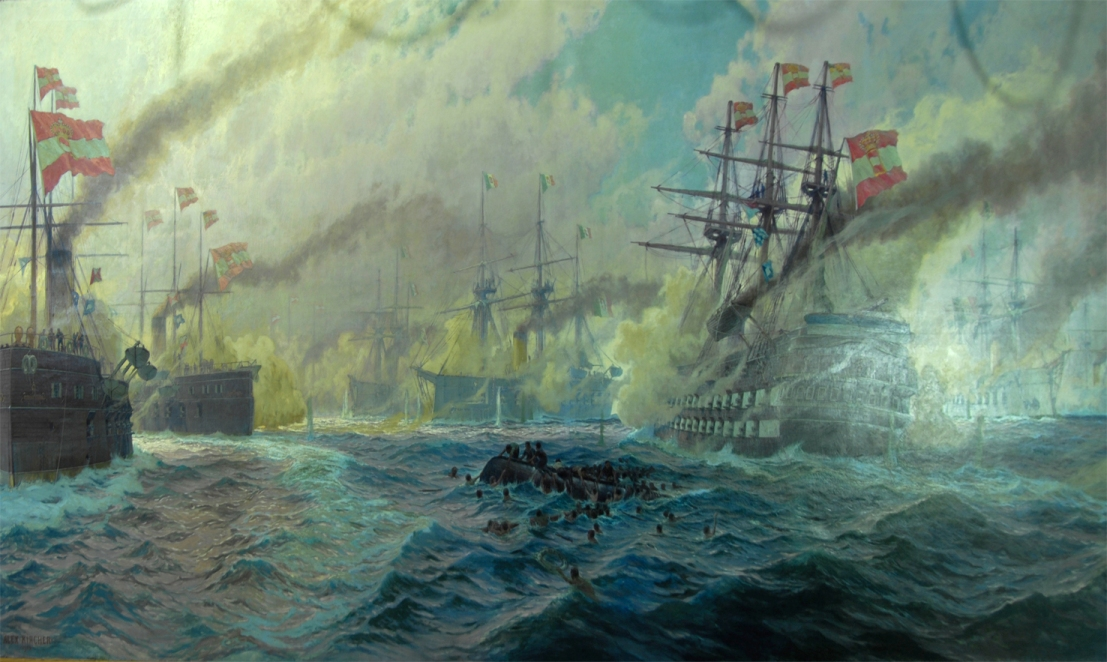
Seeschlacht von Lissa (1866) – Alexander Kircher (HGM)

Die Schlacht (ⓘ) im militärischen Sinn ist Bestandteil der (militärischen) Operation und bezeichnet einen bewaffneten Zusammenstoß zwischen eigenen und gegnerischen militärischen Formationen der Bodentruppen, Fliegerkräfte und/oder Flotten (Marine) in allen Sphären.
Die Schlacht umfasst die Gesamtheit der wichtigsten und intensivsten Gefechte und Schläge, die durch eine allgemeine Idee verbunden sind. Sie wird mit bestimmten Gruppierungen an Kräften (Mitteln) durchgeführt und ist auf die Erfüllung einer operativen Aufgabe gerichtet.
In der historischen Beschreibung erhalten die Schlachten häufig eine Bezeichnung, die einen Hinweis auf geografische und topografische Objekte (Ort, Gewässer, Erhebung, Bebauung u. a.) des Kriegsschauplatzes enthält.

## Wortherkunft
Das Wort „Schlacht“ ist vor dem 9. Jahrhundert u. Z. mit dem althochdeutschen Wort slahta und dem mittelhochdeutschen Wort slaht sowie mit dem Altsächsischen man-slahta als ‘Tötung‘ nachweisbar.
Die ursprüngliche Bedeutung dieses Wortes war „Tötung“, wie sie bis heute in den Wörtern „schlachten, Schlachtung“ erhalten ist. Daneben existiert die veraltete Bedeutung ‚Art‘ (wie bei Schlag, Geschlecht, jemanden nachschlagen) mit der Ausgangsbedeutung ‚Gesamtheit der Loden eines Ausschlagstammes‘. Fachsprachlich ist die Bedeutung ‚Uferbefestigung‘, vor allem niederdeutsch (Schlacht als ‚Faschine, Reisigbündel‘) seit dem 13. Jahrhundert in Gebrauch (siehe auch Schlacht (Wasserbauwerk)).
Die heutige Bedeutung ‚Kampf zwischen zwei Heeren‘, hat sich vor dem 16. Jahrhundert erst frühneuhochdeutsch entwickelt.
Vor Erscheinen des Begriffs (militärische) Operation in der Kriegskunst wurde die Schlacht als grundlegende Form der Handlungen einer Armee verstanden. Bis zum Beginn des 20. Jahrhunderts wurden Einzel- und Generalschlachten unterschieden, die auch als (frz.) „Bataille“ und (russ.) „Bitwa“ (ru – битва, сражение) oder einfach „Kampf“ bezeichnet wurden.

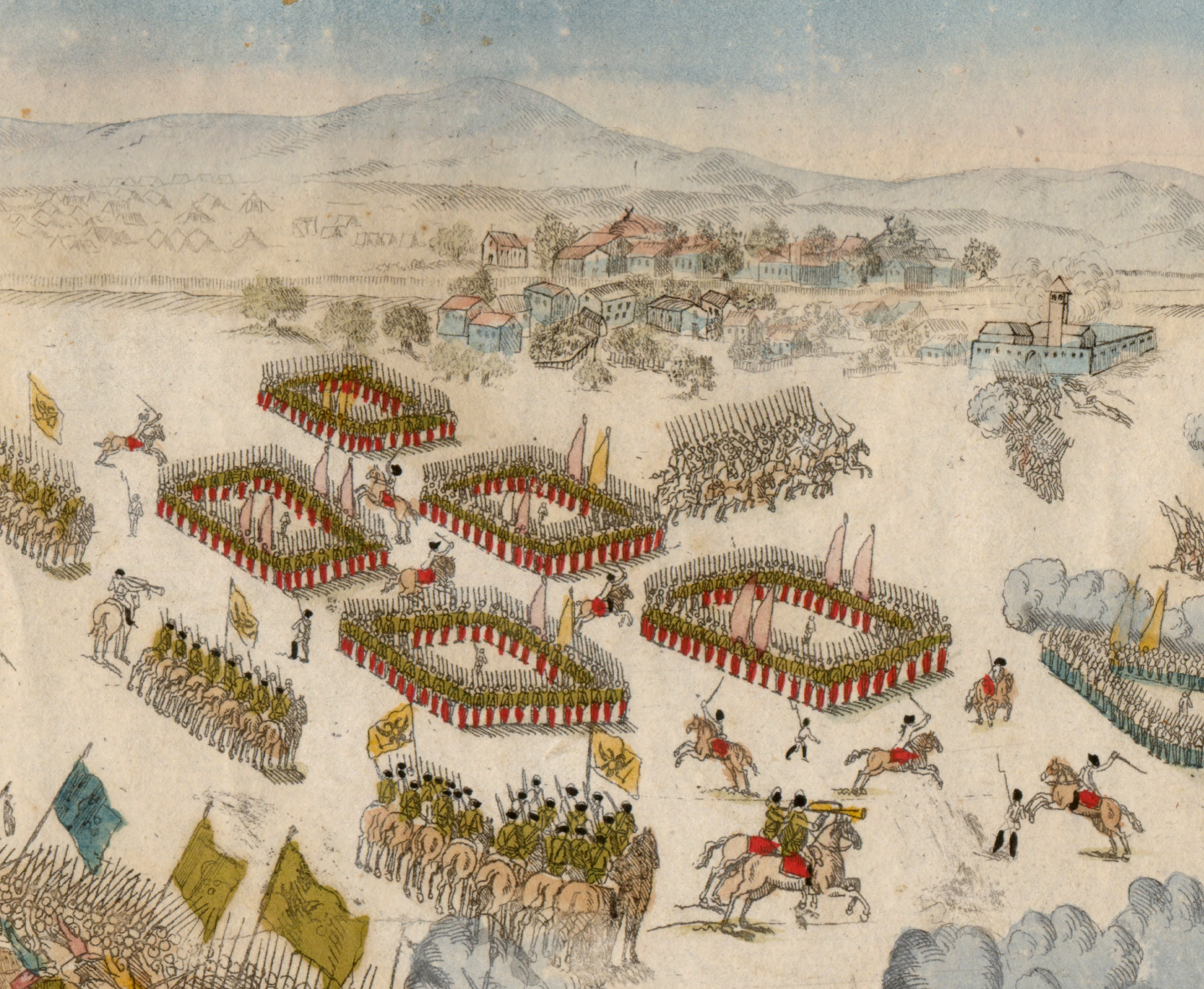
‚Battaile bey Fokschan‘ (1789) zwischen General d. Kav. Prinz Friedrich Sachsen-Coburg und Dervisch Mohmet
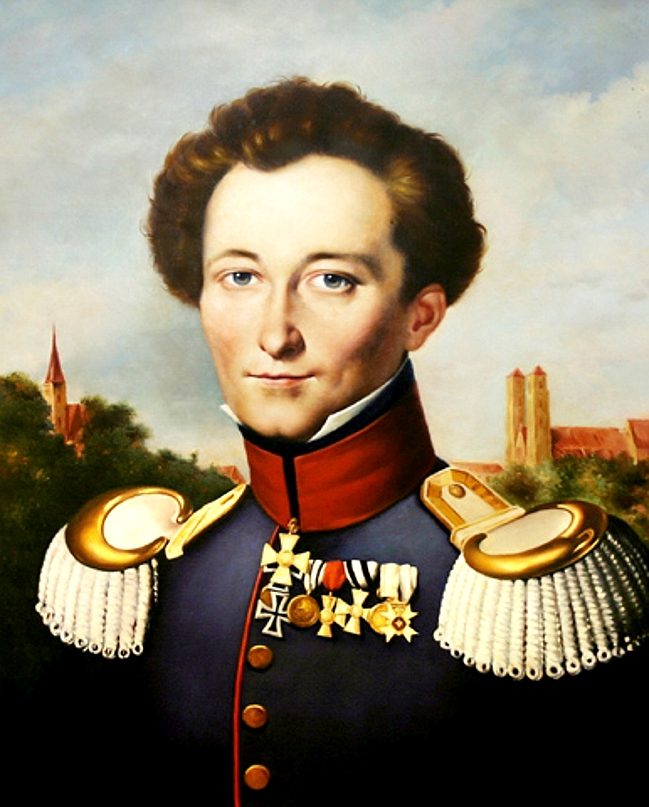
Carl von Clausewitz (1780–1831)
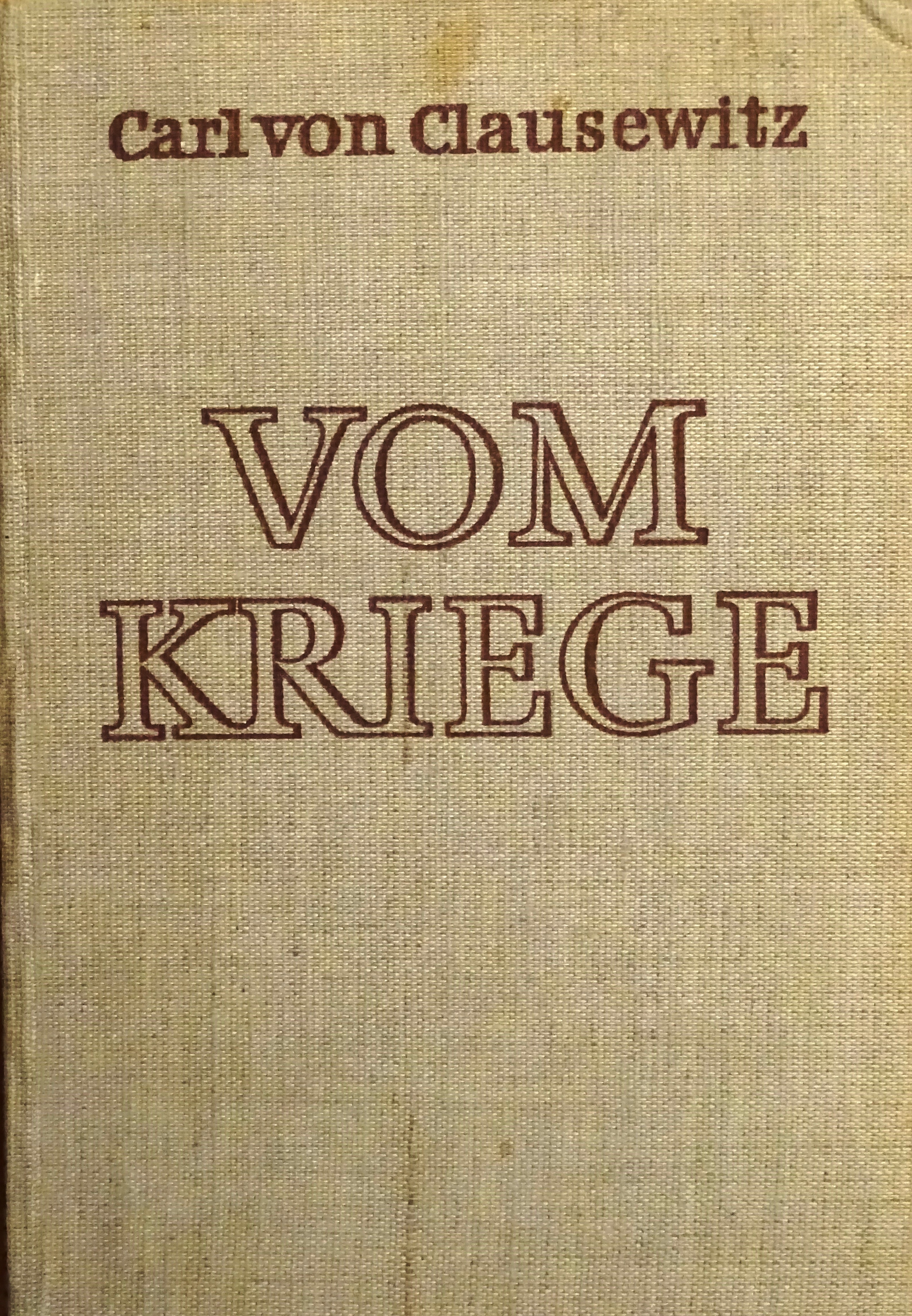
Clausewitz’ Werk Vom Kriege, hrsg. Berlin 1957, SLUB Dresden

Zum Begriffsverständnis hebt Carl von Clausewitz (1780–1831) in seinem Werk Vom Kriege die Hierarchie der Kampfformen Schlacht und (nachgeordnet) Gefecht hervor. Clausewitz schreibt:

„Für die Anlage einer großen Schlacht macht es einen wesentlichen Unterschied, ob sie am Morgen oder Nachmittag anfängt. Indessen wird es aber eine Menge Gefechte geben, wo sich der Umstand der Tageszeit als ganz gleichgültig verhält. …“

## Definition

### Unterschied zwischen Schlacht, Gefecht und Scharmützel
Eine Schlacht unterscheidet sich von einem Gefecht und dem Scharmützel durch ihre größere Dimension hinsichtlich des (geographischen) Maßstabs und Umfangs der beteiligten Kräfte (Mittel). Ferner besitzt eine Schlacht gelegentlich kriegsentscheidenden Charakter (bspw. Schlacht bei Waterloo). Als eine Schlacht bezeichnet werden können auch mehrere zeitlich und räumlich zusammenhängende Gefechte, die auf den Verlauf einer Operation entscheidenden Einfluss haben.

### Schlacht zu Lande, zu Wasser oder in der Luft
Nach den einbezogenen Teilstreitkräften werden mehrere Arten der Schlacht unterschieden. Charakteristisch sind:
- die Landschlacht oder allgemeine Schlacht für die Truppen der Landstreitkräfte (des Heeres);
- die Luftabwehr-/Flugabwehr-/Luftverteidigungsschlacht für die Formationen der Truppenluftabwehr/Flugabwehr/Luftverteidigung;
- die Luftschlacht für die Fliegerkräfte (Luftwaffe);
- die Seeschlacht für die Flottenkräfte (Marine).

Nach dem Charakter der Kampfhandlungen wird die allgemeine Schlacht (der Bodentruppen) unterschieden in die Angriffsschlacht (eine Seite offensiv), Begegnungsschlacht (beide Seiten offensiv) und Verteidigungsschlacht (defensive Handlungen).
Meist überwiegen offensive Handlungen, weil mit ihnen die strategische und/oder taktische Initiative zu erringen ist.
Der Gegner soll geschwächt oder in eine ungünstige Lage manövriert werden, indem man ihm Geländeräume (-abschnitte) und/oder die Handlungsfähigkeit nimmt oder beschneidet.

### Kennzeichen einer Landschlacht
Die allgemeine Schlacht wird schwerpunktmäßig von taktischen und operativ-taktischen militärischen Formationen der Bodentruppen (gewöhnlich – Landstreitkräfte/Heer) geführt. An ihr nehmen alle Waffengattungen, Spezialtruppen und Dienste der Landstreitkräfte teil, um die sehr verschiedenartigen und speziell ihnen obliegenden Gefechtsaufgaben zu lösen. In der Regel handeln diese Kräfte (Mittel) im Zusammenspiel mit anderen Teilstreitkräften: Ein seit dem Zweiten Weltkrieg häufiger Eingriff in das Kampfgeschehen ist, neben der Verwendung von Kampfhubschraubern des Heeres, der Einsatz von Erdkampf- bzw. Schlachtflugzeugen der Luftstreitkräfte. Entwickelt sich das Kampfgeschehen nahe einer Küste, ist auch der Landbeschuss durch seegestützte Marineartillerie oder Marineflieger möglich sowie die Anlandung amphibischer Truppen (Marineinfanterie). Ungewöhnlich und nur von Notlagen bestimmt ist dagegen die Anlandung von seemännischem Fachpersonal an feindlichen Küsten, etwa nach der Versenkung des eigenen Schiffs durch Feindeinwirkung; besagtes Personal kann dann, aufgrund seiner infanteristischen Grundausbildung, in den Infanteriekampf eingreifen, aber auch in Spezialfunktionen als Funker, Sanitäter, Mechaniker etc. verwendet werden (bspw. Schlacht um Narvik).
Merkmale der allgemeinen Schlacht sind die Elemente Feuer – Stoß – Bewegung und ihr allgemeiner Truppencharakter, darunter:
- die Massierung des Feuers, d. h. die koordinierte Einwirkung mit den verschiedensten Bekämpfungsmitteln und auf möglichst die gesamte taktische Tiefe der Gruppierung des Gegners;
- die Zielstrebigkeit und Entschlossenheit der Handlungen der Truppen (Kräfte, Mittel), auch in jedem einzelnen Gefecht in der Schlacht;
- ihr Manövercharakter – mit Kräften (Mitteln) und dem Feuer;
- der rasche Wechsel der Ereignisse (Dynamik der Lage);
- das große räumliche Ausmaß und
- der enorme Bedarf an den verschiedenen materiellen Gütern.

## Definition des Schlachtenbegriffs

### … nach Größe und Umfang

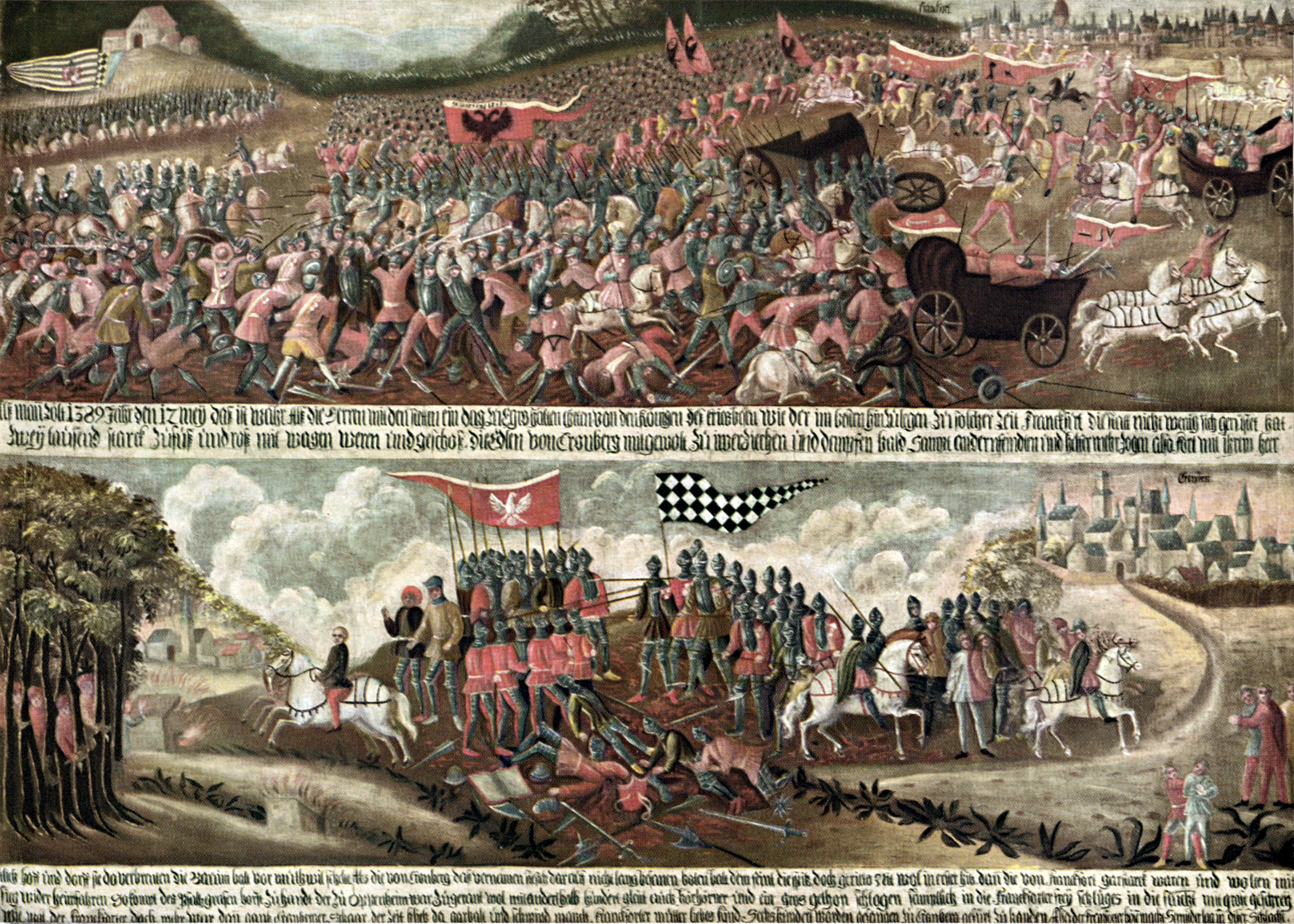
Schlacht bei Eschborn (1389 u. Z.)

Die Schlacht wird mitunter militärfachlich ungenau als großes Gefecht bezeichnet.
Eine Schlacht ist der Teil einer Militäroperation, der die Gesamtheit der Hauptkräfte zweier gegenüberstehender gegnerischer Kräftegruppierungen (in der Regel Korps, Armeen oder Heeresgruppen) erfasst. Sie setzt sich meist aus mehreren Einzelgefechten verschiedener untergeordneter Verbände zusammen, die in der gemeinsamen Operation zusammenwirken.
Synonym werden auch die Begriffe Waffengang, Feldschlacht, Blutbad, Kampf verwendet.
Eine Schlacht kann aus einer Angriffs- als auch aus einer Verteidigungsoperation heraus durchgeführt werden. In der Schlacht streben beide Seiten danach, den gegnerischen Kräften eine schwere Niederlage zuzufügen sowie wichtige Gebiete zu halten oder einzunehmen.

### … nach Schlachtarten
Abhängig von der Art ihres Zustandekommens und/oder ihrem weiteren Verlauf können Schlachten unterschiedlich bezeichnet werden:
- Eine Schlacht in offenem Gelände, der die Aufstellung der gegnerischen Parteien auf dem Schlachtfeld vorausgeht, wird auch als Feldschlacht bezeichnet.

- Eine Bewegungsschlacht oder Begegnungsschlacht bezeichnet eine Schlacht, in der die Parteien sich aus einer Bewegung heraus bekämpfen, indem z. B. beide versuchen, einen bestimmten geographischen Punkt (Abschnitt, Raum) zuerst zu erreichen (z. B. der Wettlauf zum Meer im Ersten Weltkrieg).

- Eine Zufallsschlacht, die sich aus einer unerwarteten Begegnung der gegnerischen Parteien entwickelt, nannte man bis ins 19. Jahrhundert hinein Rencontre, nach der französischen Bezeichnung für eine „(zufällige) Begegnung“ (z. B. Schlacht bei Gettysburg).

- Von der Zufallsschlacht bzw. dem Rencontre zu unterscheiden ist das Treffen (der frz. Fachbegriff lautet Affaire). Der Begriff stand bis ins späte 19. Jahrhundert hinein für eine überwiegend improvisierte Schlacht. Deren Zustandekommen kann zwar geplant sein, ist in der Ausführung aber mehr von spontanem Handeln als von planvollem Vorgehen gekennzeichnet. Die Zahl der Kämpfer und die räumliche Ausdehnung sind bei einem Treffen deutlich größer als bei einem Gefecht. Der Übergang zur gründlich vorbereiteten, „regel(ge)rechten“ Schlacht, die allerdings jederzeit ins Chaos münden kann, ist mitunter fließend (z. B. Schlacht bei Mars-la-Tour).

- Eine Schlacht, in der eine Partei dem ahnungslosen Gegner gut getarnt auflauert, um ihn überraschend anzugreifen, heißt Hinterhalt (z. B. die sog. Varusschlacht, siehe auch Guerillakrieg).

- In einer Kesselschlacht oder Umfassungsschlacht wird erst umzingelt und dann (von allen Seiten) angegriffen (bspw. der Kessel von Falaise).

- Eine Schlacht um einen befestigten Punkt (Raum), bei dem eine Partei nahezu oder gänzlich eingeschlossen wird, sich aber verschanzt und gegen den Gegner länger halten kann (idealerweise bis zu ihrer Befreiung), nennt man Belagerung. Dabei sind die Außenverbindungen der Belagerten entweder unterbrochen oder vom Feind stark bedroht (z. B. die Belagerung von Candia).

- Belagerte oder Eingekesselte, die ihre Einschließung von innen heraus durchbrechen wollen, liefern den Belagerern eine Ausbruchsschlacht (bspw. Unternehmen Fallreep).

- Eine Ausbruchsschlacht erfolgt nicht selten in Verbindung mit einem Entsatzangriff oder Entsatzschlacht. Bei letzteren wird versucht, eine Belagerung von außen zu durchbrechen bzw. aufzuheben (bspw. Schlacht am Kahlenberg während der Zweiten Wiener Türkenbelagerung).

- Eine Ermattungsschlacht zielt auf das langsame Zermürben ('Ausbluten') des Gegners, bedroht aber mitunter die eigenen Kräfte (bspw. Schlacht um Verdun).

- Eine Vernichtungsschlacht zielt, durch Tötung und/oder Gefangennahme, auf die rasche und umfassende Eliminierung möglichst vieler feindlicher Kräfte, denen die Flucht vereitelt wird (bspw. Schlacht bei Carrhae).

- Eine Panzerschlacht bezeichnet eine durch die Einführung der Tanks im Ersten Weltkrieg entstandene und seitdem verbreitete Sonderform einer Schlacht, in der vornehmlich mittels mechanisierter gepanzerter Einheiten mit der Absicht eines möglichst schnellen Vorrückens gegen starke feindliche Kräfte oder befestigte Stellungen operiert wird.[7]

- Scheingefecht steht für unterschiedliche Arten eines nur pro forma und ohne (großes) Blutvergießen geführten Kampfes. Es kann erstens zur Ablenkung des Feindes dienen und ihm die eigenen Absichten verschleiern (siehe Finte). Es kann zweitens bezwecken, nach vorheriger Verabredung mit dem ausgemachten 'Sieger', dem Kommandeur einer zahlenmäßig unterlegenen Truppe die ehrenvolle Kapitulation oder den gesichtswahrende Abzug zu ermöglichen; der Unterlegene entgeht damit dem Vorwurf, 'ohne dass ein Schuß gefallen wäre', gehandelt zu haben. Drittens sind Scheingefechte typische Elemente eines militärischen Reenactments.

- Auf die Seekriegsführung beziehen sich die Begriffe Passiergefecht und Laufendes Gefecht. Bei ersterem passieren die gegnerischen Schiffe einander in Kiellinie und laufen in entgegengesetzten Richtungen ab. Bei zweiterem liegen die gegnerischen Schiffe auf Parallelkurs, behalten also eine gemeinsame Richtung bei. Beide Varianten waren vor allem zur Zeit der Segelschifffahrt üblich, um einander mit Breitseiten zu bekämpfen.

Von den genannten Schlachtformen sind taktische Handlungen mit der Wortverbindung „Gefecht“ abzugrenzen. Zum Beispiel wird unterschieden nach geographischen Gegebenheiten zwischen Landgefecht, Luftgefecht, Seegefecht sowie amphibischem Gefecht. Gefechte in Räumen mit besonderer Topografie werden zu Land als Gebirgskampf, Dschungelkampf und Waldkampf unterschieden. Der Kampf in urbanem Gelände ist eine Gefechtshandlung und wird als Orts- und Häuserkampf bezeichnet.

### Benennung des Schlachtortes
Als Gefechtsfeld oder Gefechtszone wird der Raum (Territorium, Luftraum, Aquatorium) von (Kampf-)Handlungen, sei es in einer Übung oder in einem bewaffneten Konflikt, bezeichnet, in dem militärische Formationen im Zusammenwirken mit Truppen (Kräften, Mitteln) anderer Teilstreitkräfte Gefechtshandlungen durchführen.
Das Gefechtsfeld ist mit dem Raum identisch, den die Truppen (Kräfte, Mittel) bei der Aufstellung (Entfaltung) ihrer Gefechtsordnung einnehmen und den sie bei der Durchführung ihrer Handlungen nutzen und/oder auf den sie mit ihren Bekämpfungsmitteln einwirken können. Das Gefechtsfeld hat demzufolge keine festen Grenzen und kann in der Regel von den für die Operation Verantwortlichen grob abgesteckt werden.
Mit Schlachtfeld, altertümlich auch Walstatt, wird die geographische Örtlichkeit einer kriegerischen Auseinandersetzung bezeichnet, der Kampfplatz.

### Schlachtfelder als historische Orte

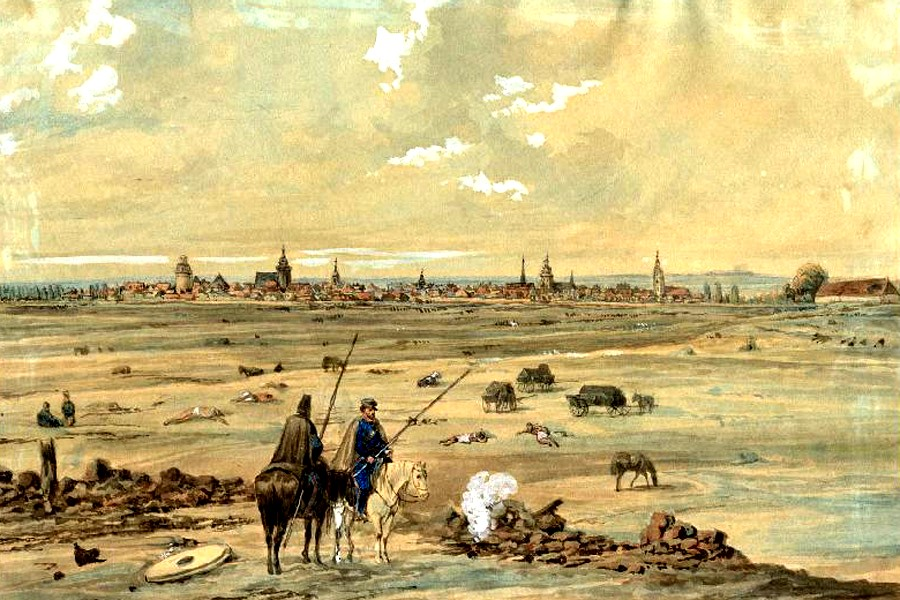
Blick von der Quandtschen Tabaksmühle über das Schlachtfeld auf Leipzig, Aquarell von Ernst Wilhelm Straßberger nach der Völkerschlacht bei Leipzig, 1813

Die bewaffneten Auseinandersetzungen auf den Schlachtfeldern der Weltgeschichte brachten und bringen immer wieder Tod, Zerstörungen und menschliches Leid. Ehemalige Schlachtfelder haben sich tief in das kollektive Gedächtnis der betroffenen Völker eingegraben (z. B. die Schlacht um Verdun 1916 und die Schlacht von Stalingrad 1942) und dienen ihnen unabhängig von Sieg oder Niederlage als identitätsstiftender Ort (z. B. die Niederlage am Amselfeld den Serben).

Kriegszerstörte Gebiete nach dem Ersten Weltkrieg „Zone Rouge“ in Nord-/Ost-Frankreich (Grenzen 1914)

Bis zum Zweiten Weltkrieg errichteten oft nur die Sieger am Schlachtfeld heroisierende Denkmäler (sofern es in ihrem Einflussgebiet lag); seitdem werden Gedenkstätten zunehmend als Orte der Versöhnung konzipiert. In den USA etwa genießen Battlefield Memorials einen besonderen gesetzlichen Status.
Das Schlachtfeld und seine Umgebung erleiden meist Kollateralschäden: Äcker, Wiesen und Wälder werden verwüstet (siehe z. B. Zone rouge); umliegende Siedlungen werden beschädigt oder zerstört; ihre Bevölkerung leidet unter Requirierungen oder Plünderungen.
Früher kam es nach einer Schlacht vor, dass sich niemand um die Bestattung der Gefallenen kümmerte und dass die ansässige Bevölkerung diese Aufgabe übernehmen musste.

Erhaltene Massengräber auf historischen Schlachtfeldern sind Untersuchungsgegenstand der Schlachtfeldarchäologie.